# Out of Control (песня The Chemical Brothers)
«Out of Control» (в переводе с англ. — «Неуправляемы») — третий сингл британской группы The Chemical Brothers из их третьего студийного альбома Surrender. Вышел 11 октября 1999 года.

## О песне
Вокал и гитарные партии в песне были исполнены Бернардом Самнером из New Order. Дополнительный вокал принадлежит Бобби Гиллеспи из Primal Scream. Песня была вдохновлена песней 1982 года «She Has A Way» Бобби Орландо.
Песня была использована в трейлере фильма 2011 года «Области тьмы».
Видеоклип на «Out of Control» снял режиссёр W.I.Z.. В клипе снялись американская актриса Розарио Доусон и аргентинский актёр Мишель Браун. В клипе изображается уличное противостояние мексиканских властей и активистов Сапатистской армии национального освобождения. Ближе к концу клипа выясняется, что уличные бои были лишь рекламой колы, показываемой по телевизору, продающемуся в магазине электроники перед тем, как в витрину был брошен камень. Клип заканчивается сценами ночных уличных беспорядков, снятыми на ручную видеокамеру.

## Списки композиций
| №  | Название                          | Длительность |
| -- | --------------------------------- | ------------ |
| 1. | «Out of Control»                  | 7:18         |
| 2. | «Out of Control» (Sasha Club Mix) | 10:59        |

| №  | Название                       | Длительность |
| -- | ------------------------------ | ------------ |
| 1. | «Out of Control»               | 7:20         |
| 2. | «Power Move»                   | 4:11         |
| 3. | «Out of Control» (Sasha Remix) | 7:19         |

## Чарты
| Чарт (1999)                             | Позиция |
| --------------------------------------- | ------- |
| Новая Зеландия (Recorded Music NZ)      | 26      |
| Швеция (Sverigetopplistan)              | 55      |
| Великобритания (OCC UK Singles)         | 21      |
| Billboard Dance Music/Club Play Singles | 34      |